# Pro Marcello

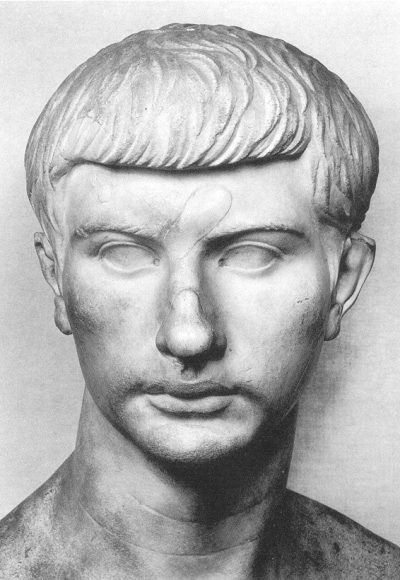
Bust de Marcus Claudius Marcellus

Pro Marcello, millor De Marcello, és un dels discursos cesarians que va pronunciar Marc Tul·li Ciceró l'any 46 aC.
Durant la dictadura de Cèsar, Ciceró pronuncià algun discurs dirigit al dictador per defensar persones que havien estat o eren enemigues de Cèsar. En aquest discurs Ciceró defensa Marcel, un adversari de la política de Cèsar que, després de la derrota de Pompeu, s'exilià a Mitilene.

## Context històric
Davant el creixement expansionista i la popularitat de Juli Cèsar, el Senat romà, que veia en la figura de Cèsar aspiracions monàrquiques i la clara amenaça de la caiguda de la República, va confiar, després de diferents violents conflictes a Roma, el consolat a Pompeu l'any 52 aC. Quan Cèsar va assabentar-se dels fets succeïts, va decidir tornar a Itàlia; l'any 49 aC va travessar el riu Rubicó, frontera que separava la Gàl·lia d'Itàlia, declarant així, la Segona Guerra Civil. Ciceró va decidir seguir Pompeu amb altres senadors fugitius.
Després de la batalla de Farsàlia (49 aC), que va suposar la victòria total a Cèsar, l'orador va tornar a Itàlia, on ràpidament es va reconciliar amb Cèsar, que li perdonà la vida. Tanmateix li suposà l'abstenció de la vida pública, allunyant-se, amb resignació, de la vida al fòrum, i retirat, es dedicà a la filosofia i a la meditació.
El discurs se situa en la tardor del 46; durant una reunió en el Senat, el germà de Marcel, amb el suport de l'assemblea, demanà el perdó del seu germà exiliat. En un primer moment, Cèsar s'hi va oposar, però, finalment, accedí a la petició dels assistents. En aquest moment Ciceró pronuncià el seu discurs (Pro Marcello).

## Defensa
Pro Marcello encara que la tradició hagi dit que es tracta d'un discurs en defensa de Marcel, és en realitat una gratulatio, un discurs d'agraïment a Cèsar per la clemència que va mostrar en acceptar el retorn de l'exili de Marcel, tot i que hi ha palès un interès judicial quan intenta excusar als seguidors de Pompeu.

## Contingut
Marc Claudi Marcel, un adversari polític de Cèsar, està exiliat a Mitilene. El seu germà, C. Marcel, suplica el perdó de M. C. Marcel a Cèsar i aquest, finalment, li concedeix. Ciceró fa un discurs d'agraïment i tracta en ell, tant la clemència de Cèsar, com la saviesa d'aquest en la subordinació de l'Estat.
Al llarg del discurs Ciceró exemplifica la victòria de Cèsar, obtinguda per ell mateix, i també avalua el perquè de la seva clemència: argumenta que no només ho va fer pel perdó dels vençuts, trencant així la severitas de la tradició romana, sinó per restablir els seus honors (dignitas), és a dir, com a justificació dels seus actes dictatorials. Aquesta actitud però correspon també a una necessitat política: reconstruir la República, que havia estat malmesa per la guerra civil; l'orador argumenta que aquesta justícia ha estat gràcies a l'interès públic.

## Estructura del discurs[8]
| Exordi (1-4)                               | L'acció de Cèsar ha suposat el final d'un silenci que no era causat pel temor, i un començament per exercir la llibertat d'opinió (1). Marcel està agermanat amb Ciceró, però no en sort. El seu perdó convida a l'optimisme (2). César prefereix el bé comú al seu propi, començant per Marcel. (3). És un perdó merescut (4). |
| Primera part: evocació i reflexions (4-20) | És impossible referir-se a les gestes de Cèsar, però la mes gran és la d'avui (el perdó) (4). No tenen comparació (5). La Fortuna s'apropia de gairebé tot l'èxit, però la glòria d'aquest dia no ha de compartir-la ni tan sols amb Ella (6-7). Qui es venç a si mateix (i és la victòria que deixa més empremta) s'assembla als déus (8-9). Tots agraeixen el perdó a Marcel, perquè té grans repercussions (10). El mateix Cèsar valora el seu propi gest, el qual no ha de compartir (11). Vèncer-se a si mateix és la clemència (12). El perdó a Marcel, a Ciceró, i a molts altres, suposa, segons la voluntat de l'orador, que per Cèsar els pompeians van actuar per ignorància i per por; però de bona fe, com va ser el cas; i l'actitud de Cèsar després de la victòria dona validesa a aquest judici (13-15). També Marcel va ser sempre partidari de la pau (16). Cèsar ha estat i és compassiu. L'altre bàndol, no, que porta a pensar que els déus van confiar en aquell per posar fi al desastre (17-18). Es convida a Cèsar a gaudir del seu bon fer i qualitats, i així, de passada, els vençuts, que van actuar per error, no tindran por (19-20) |
| Segona part:                               | Tot i no ser versemblant un atemptat contra Cèsar, és prudent passar llista als que poguessin cometre-ho, perquè la seva vida és massa estimada per a Roma i necessària per a la reconstrucció nacional després d'unes conseqüències inevitables de la guerra (21-24). Cèsar ha de desitjar prolongar la seva vida per executar els seus projectes, que donaran satisfacció als seus desitjos de glòria (25). No n'ha de tenir prou en vèncer deixant la República com està, sinó que ha de pagar a la pàtria el que li deu i aconseguir la immortalitat en la seva tasca per la pau, ja que a la guerra va vèncer el millor i per això se li promet vetllar per la seva vida (27-32). |
| Peroració (33-34)                          | Ciceró, el més pròxim a Marcel, agraeix en nom de tots, que es consideren beneficiats per la decisió de Cèsar, un perdó que supera, increïblement, el mèrit d'haver-lo perdonat. |

## Transmissió textual
Els tres discursos cesarians és la denominació comú que els gramàtics antics van donar als discursos Pro Marcello, Pro Ligario i Pro rege Deiotaro, que ens han arribat a partir dels mateixos manuscrits.
El primer comentari que trobem del text en llatí de Pro Marcello va ser fet l'any 1802 per F. A Wolf. Cent anys més tard, Clark va fer una edició crítica del text, i és aquesta edició que ha servit com a base per a molts estudis posteriors. L'any 1906, el filòleg almeny Reeder va resumir tots els resultat obtinguts de la tradició manuscrita del text en la seva tesi: De codicibus in Caesariensis orationibus recte aestimandis; on establí, definitivament l'existència de tres famílies de manuscrits:
| Famíla de còdexs | Manuscrits |
| ---------------- | --- |
| α                | - A= Ambrosianus, s. X. - H= Harleianus, s. XV. - V= Vossianus, s. XI. - B= Bruxellenis, s. XII.                                        |
| β                | - B= Bruxellenis, s. XII. - D= Oxoniensis Dorvillanus, s. XI. - E= Erfurtensis, nunc Beroliensis, s. XII. - L= Harleianus, 2716, s. XI. |
| γ                | - a= Harleianus, 4927, s. XII. - b= Harleianus, 2682, s. XII. - m= Mediceus, s. XI.                                                     |

D'entre aquestes tres famílies, els editors donen la preferència als manuscrits de la família α, ja que sembla la més antiga i a més, compte de diverses citacions de Quintilià.